# Kazumasa Takagi
Kazumasa Takagi (japanisch 高木 和正 Takagi Kazumasa; * 17. Dezember 1984 in der Präfektur Kagawa) ist ein ehemaliger japanischer Fußballspieler.

## Karriere
Takagi erlernte das Fußballspielen in der Schulmannschaft der Kagawa Nishi High School. Seinen ersten Vertrag unterschrieb er 2003 bei den Sanfrecce Hiroshima. Der Verein spielte in der zweithöchsten Liga des Landes, der J2 League. 2003 wurde er mit dem Verein Vizemeister der J2 League und stieg in die J1 League auf. Für den Verein absolvierte er 13 Ligaspiele. 2005 wechselte er zum Zweitligisten Montedio Yamagata. Für den Verein absolvierte er acht Ligaspiele. 2006 wechselte er zu FC Gifu. Am Ende der Saison 2007 stieg der Verein in die J2 League auf. Für den Verein absolvierte er 114 Ligaspiele. 2010 wechselte er zum Ligakonkurrenten Tochigi SC. Für den Verein absolvierte er 128 Ligaspiele. 2014 wechselte er zum Ligakonkurrenten Kamatamare Sanuki. Am Ende der Saison 2018 stieg der Verein in die J3 League ab.